# Jeanne d'Arc (film fra 2015)
 For alternative betydninger, se Jeanne d'Arc (flertydig). (Se også artikler, som begynder med Jeanne d'Arc)
Jeanne d'Arc er en dansk kortfilm fra 2015 instrueret af Kristian Sejrbo Lidegaard.

## Handling
Denne artikel mangler et handlingsreferat. Hjælp os med at skrive det.

## Medvirkende
- Jenna Thiam, Jeanne
- Esben Smed, Werner
- Julie Grundtvig Wester, Anna
- Elias Munk, Spielberg